# عمليات البحث عن سفينة نوح
وقد إبلغ عن عمليات البحث عن سفينة نوح منذ العصور القديمة، حيث سعى العلماء القدماء إلى تأكيد تاريخية رواية الطوفان في سفر التكوين من خلال الاستشهاد بقصص الآثار التي استردت من السفينة.:43–47 مع ظهور علم الآثار التوراتي في القرن التاسع عشر، جذبت إمكانية إجراء بحث رسمي اهتمامًا بالاكتشافات المزعومة والخدع. وبحلول أربعينيات القرن العشرين، نُظمت بعثات لمتابعة هذه الخيوط الظاهرة. :8–9وقد أطلق على حركة البحث الحديثة هذه بشكل غير رسمي اسم "علم الآثار".

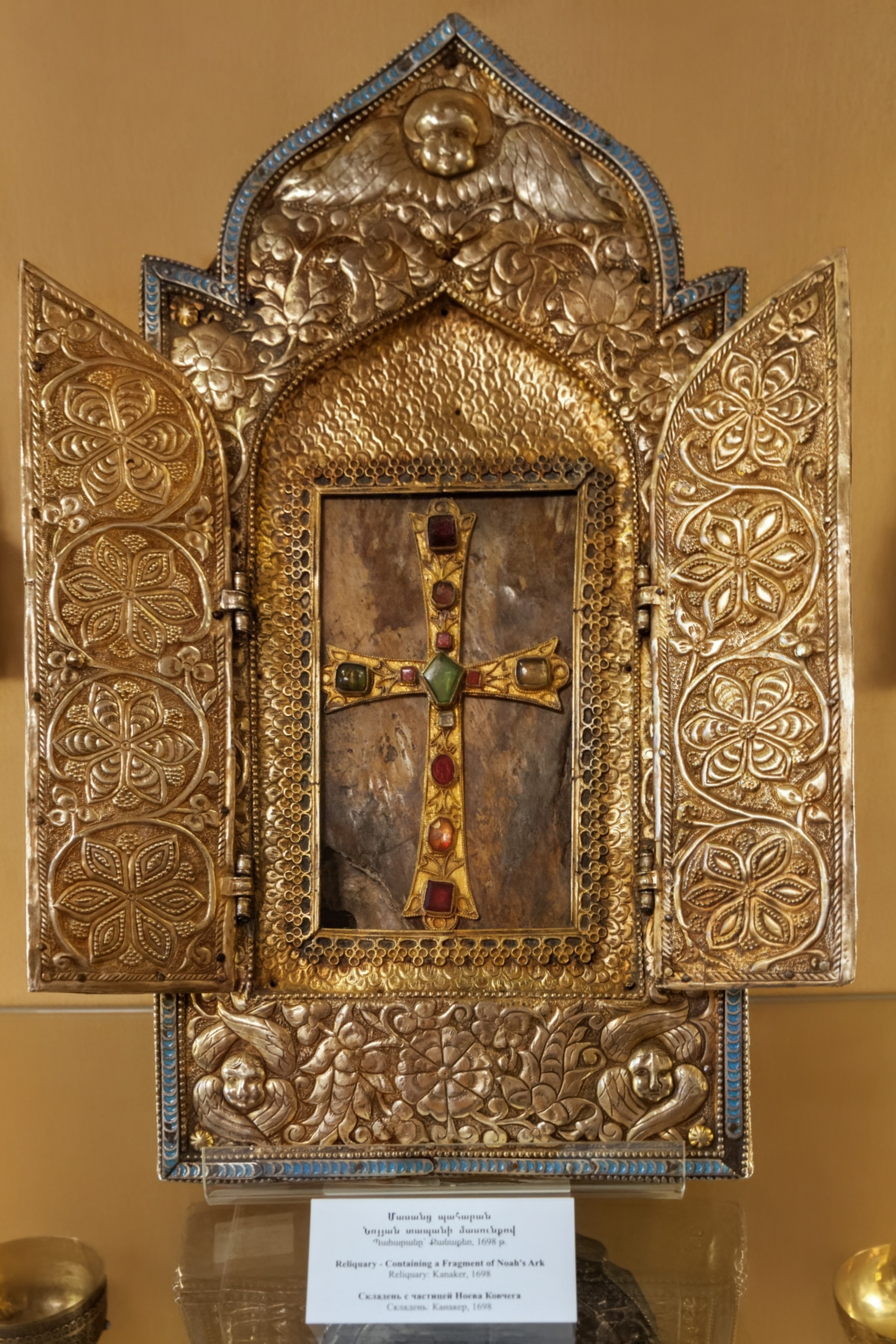
صندوق يعرض قطعة من الخشب في متحف كاتدرائية إتشميادزين في أرمينيا، ويقال إنها من سفينة نوح. وحسب التقاليد، تلقى يعقوب النصيبي الخشب من ملاك أثناء بحثه عن السفينة.

في عام 2020، أقرّت مجموعة خلق الأرض الشابة، معهد أبحاث الخلق، بأنه على الرغم من العديد من البعثات الاستكشافية، لم يُعثر على سفينة نوح، ومن غير المرجح العثور عليها. ويُعتبر العديد من النتائج والأساليب المفترضة المستخدمة في البحث بمثابة علم زائف وعلم آثار زائف من قِبل الجيولوجيين وعلماء الآثار.:581–582:72–75

## العصور القديمة

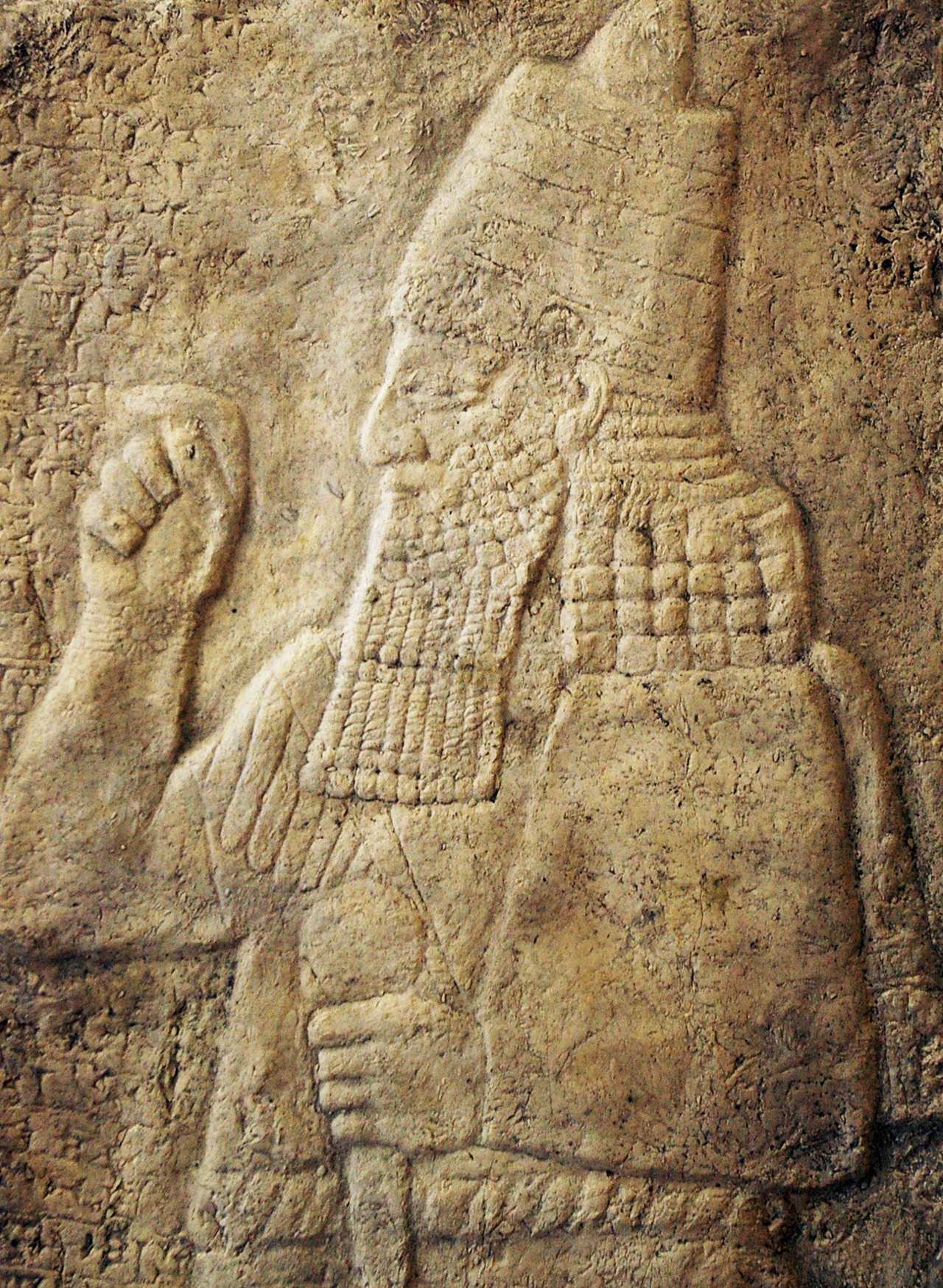
قالبٌ لنقشٍ صخريٍّ لسنحاريب نُحِت على جبل الجودي. يُشير التلمود إلى أنه زار سفينة نوح في القرن السابع قبل الميلاد.

في نهاية قصة الطوفان في سفر التكوين، عندما ينحسر الطوفان، يُقال إن السفينة استقرت "على جبال أراراط ‏". يُحدد كتاب اليوبيلات جبلًا معينًا، ويُطلق عليه اسم "لوبار". لا تصف التوراة أي قدسية خاصة بالسفينة، وبالتالي لا يُولى اهتمام كبير لمصيرها بعد رحيل نوح.
وفقًا للتلمود، وجد الملك الآشوري سنحاريب عارضة من الفلك، واعتقد أن الإله هو الذي أنقذ نوحًا من الطوفان، فصنع من الخشب صنمًا. وهذا يتوسع في الرواية التوراتية عن سنحاريب وهو يعبد في معبد نسروخ، وفسر اسم الإله على أنه مشتق من الكلمة العبرية neser ("عارضة"). يقول مدراش فيما يتعلق بسفر إستير أن المشنقة التي أقامها هامان قد بُنيت باستخدام عارضة من الفلك.
تباينت الآراء حول موقع "جبال أرارات" منذ العصور القديمة. تأثرت تفسيرات قصة نوح بأسطورة الطوفان الأرمنية عن ماسيس، والنسخة السورية عن قاردو في كوردويني، حتى اختلطت هذه المواقع.:336الترجوم في تكوين 8 يفسر "أرارات" على أنها "قدرون" و"كاردو" (أي كوردويني).:233في روايته للطوفان، سعى يوسيفوس إلى ربط قصة نوح بأسطورة الطوفان السومرية كما وصفها بيروسوس، وهيرونيموس الكاردي، ومناسياس من باتراي ‏، ونيكولاس الدمشقي، وبالتالي وضع سفينة نوح على جبل في أرمينيا، حيث يقول إن الآثار من السفينة معروضة "حتى يومنا هذا".:43–47:329–330ومع ذلك، وصف يوسيفوس لاحقًا حران باعتبارها موقع التابوت، مدعيًا مرة أخرى أن السكان المحليين سيعرضون البقايا للزوار.:237وقد ترجم جيروم ستريدوني "أرارات" إلى "أرمينيا" في النسخة اللاتينية للإنجيل، في حين أن الأرمن أنفسهم ربطوا سفينة نوح بكوردوي حتى القرن الحادي عشر.:336
في الكنيسة المسيحية المبكرة، كانت القصص حول بقايا سفينة نوح تعتبر دليلاً على أن السفينة حدد موقعها وتحددت هويتها وحفظها في شكل ما. أصبح هذا مفيدًا في الاعتذاريات المسيحية لتأكيد أحداث أسفار موسى الخمسة كحقيقة.  كتب إبيفانيوس السلامي: "وهكذا حتى اليوم لا تزال بقايا سفينة نوح معروضة في كارديائي."  وبالمثل، اقترح يوحنا الذهبي الفم أن يسأل غير المؤمنين: "هل سمعتم عن الطوفان - عن ذلك الدمار الشامل؟ لم يكن ذلك مجرد تهديد، أليس كذلك؟ ألم يحدث حقًا - ألم ينفذ هذا العمل العظيم؟ ألا تشهد جبال أرمينيا على ذلك، حيث استقرت السفينة؟ وهل لم تحفظ بقايا السفينة هناك حتى يومنا هذا لتحذيرنا؟"  ومع ذلك، مع انتشار المسيحية على نطاق واسع في أوروبا، تضاءلت القيمة الاعتذارية لآثار السفينة، حيث كان هناك عدد أقل بكثير من غير المؤمنين إقناع.
بحلول القرن الخامس، انتشرت أسطورة مفادها أن يعقوب النصيبيني تسلق جبلًا بحثًا عن سفينة نوح. وكما روى فاوستوس البيزنطي ‏، سافر يعقوب ورفاقه إلى جبال أرمينيا، ووصلوا إلى جبل سرراد الواقع ضمن حدود سيادة الأيراراتيين، في مقاطعة كوردوك. وعند قمة الجبل، زاره ملاك في نومه، وأمره بعدم مواصلة الصعود. ولعزاءه، قدّم الملاك ليعقوب لوحًا أُخذ من السفينة. أعاد يعقوب القطعة الأثرية إلى المدينة، التي يُقال إنها حافظت على الآثار منذ ذلك الحين. يروي أغاثانجيلوس قصة مماثلة، وإن لم تكن مرتبطة مباشرةً بالسفينة، حيث تسلق الملك الأرمني تيريداتس في القرن الثالث جبل ماسيس وأعاد ثمانية صخور لاستخدامها في تأسيس كنائس جديدة.:35

## العصور الوسطى والعصر الحديث المبكر
في القرن السابع، يذكر علم أصول الكلمات أن "أرارات هو جبل في أرمينيا حيث يشهد المؤرخون أن السفينة استقرت هناك بعد الطوفان". يصف القرآن هبوط السفينة على "الجودي"، والذي يُفهم أنه يشير إلى جبل قاردو، المعروف الآن باسم جبل الجودي.:298 :683–684يقال أن هرقل تسلق جبل الجودي لزيارة موقع السفينة في عام 628 أو 629.:78تزعم إحدى الأساطير أن عمر بن الخطاب أزال التابوت من موقع بالقرب من نصيبين واستخدم الخشب لبناء مسجد.:284
على الرغم من الارتباط القديم بين أرمينيا وأرارات في المسيحية الغربية، لم يتبنَّ المسيحيون في أرمينيا فكرة ماسيس كموقع هبوط السفينة حتى وصول الصليبيين في أواخر القرن الحادي عشر. بعد ذلك، تبنى الأرمن التعريف الغربي لماسيس بأنه "جبل أرارات"، ونقلوا أسطورة يعقوب النصيبيني إلى تلك القمة.:36لقد أصبح تحذير الملاك ليعقوب تفسيرًا جديدًا للتابو ما قبل المسيحي ضد تسلق الجبل المقدس.:37:202–203:214:100وبغض النظر عن هذا العائق الثقافي، ادعى مسافرون آخرون أن القمة غير قابلة للوصول فعليًا، بسبب خط الثلج الدائم ووفرة المنحدرات.:25–26:187
كثيراً ما ذكرت تقارير العصور الوسطى المتأخرة من أرارات نجاة شظايا التابوت، لكن الإجماع حول نجاة التابوت نفسه كان أقل. اكتفى بيتاحيا من ريغنسبورغ بإعلان أن "التابوت ليس موجوداً، لأنه تحلل".  ومع ذلك، بعد أكثر من قرن بقليل، ادعى هايتون من كوريكوس أن "شيءاً أسوداً يظهر على قمة الجبل، ويُقال إنه التابوت".
اعترض السير والتر رالي على فكرة أن السفينة رست في أرمينيا، مجادلاً بأن جبال أرمينيا قد تكون مجرد سلسلة فرعية من "جبال أرارات". واقترح تعريفاً لـ"أرارات" يشمل سلاسل جبال طوروس، والقوقاز، وجبال ألبرز، وباروباميسوس. وهذا التفسير يسمح للسفينة بأن تكون قد رست شرق بلاد ما بين النهرين، وهو ما رأى رالي أنه ضروري لتفسير هجرة أحفاد نوح إلى شنعار "من الشرق" في سفر التكوين

## القرن التاسع عشر

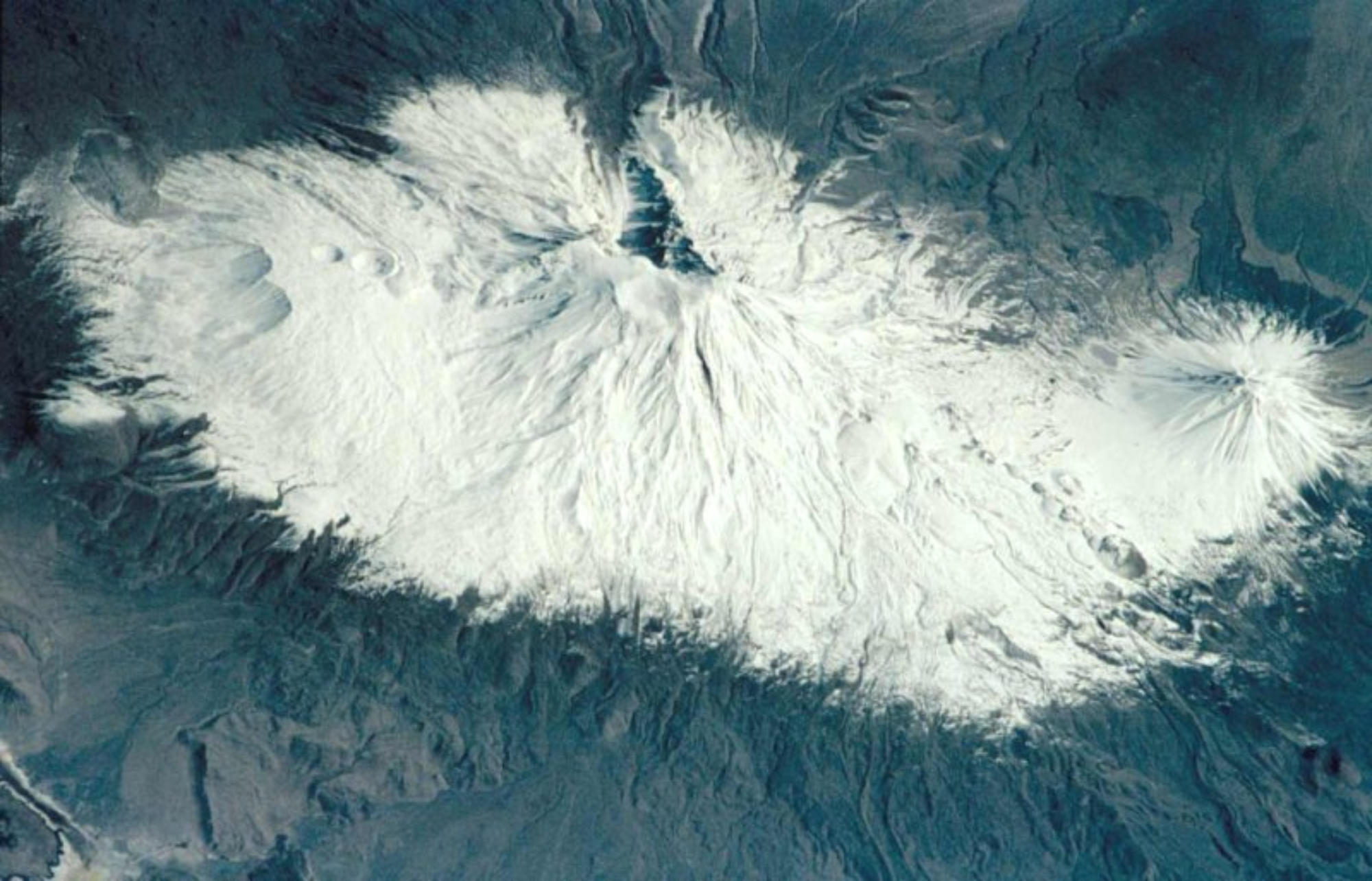
جبل أرارات

كان أول صعود مسجل لجبل أرارات بقيادة فريدريش باروت في عام 1829.:ivفي روايته للرحلة، كتب باروت أن "جميع الأرمن مقتنعون تمامًا بأن سفينة نوح لا تزال قائمة حتى يومنا هذا على قمة جبل أرارات، ومن أجل الحفاظ عليها، لا يُسمح لأي إنسان بالاقتراب منها".:162
قام جيمس برايس بتسلق جبل أرارات في عام 1876.:293–294أثناء صعوده، اكتشف "قطعة خشب طولها أربعة أقدام وسمكها خمس بوصات، من الواضح أنها قُطعت بأداة، وكانت أعلى بكثير من عدد الأشجار، مما يجعل من المستحيل أن تكون جزءًا طبيعيًا منها". قطع برايس جزءًا من الخشب للاحتفاظ به، وجادل لاحقًا بأنه من المحتمل أن يكون من بقايا سفينة نوح. ورغم إقراره بخطر تفسير آخر للخشب، فقد قرر أنه "لا يُلزم أحدٌ بتشويه سمعته".:280–281

### خدعةصحيفة نيوزيلنداهيرالد
في 26 مارس 1883، إبلغ عن انهيار جليدي في جبل أرارات والذي دمر عدة قرى. وفي نكتة بمناسبة يوم كذبة أبريل، ادعى جورج ماكولا ريد ‏، الذي كتب باسم "بوليكس" في عموده الرأي في صحيفة نيوزيلاند هيرالد، أن الانهيار الجليدي كشف عن بقايا سفينة نوح.:59–60تتخذ قصة ريد في معظمها شكل رسالة يُفترض أنها تلقاها من صحيفة ليفانت هيرالد في القسطنطينية، والتي كان يعتقد أنها توقفت عن العمل قبل عدة سنوات؛ في الواقع، كانت الصحيفة قد أُعيد إصدارها آنذاك باسم "إيسترن إكسبريس". يصف التقرير نتائج "المفوضين المعينين من قبل الحكومة التركية"، بمن فيهم عالم إنجليزي وهمي يُدعى "الكابتن جاسكوين"، والتي قُدمت بالفعل إلى السلطان عبد الحميد الثاني والسفير الألماني لدى الدولة العثمانية. كان ريد ينوي الإشارة إلى "مسافر أمريكي مغامر" يسعى لشراء السفينة لعرضها في الولايات المتحدة باسم بي تي بارنوم.

على مدار الأشهر القليلة التالية، التقطت الصحف حول العالم مقلب ريد. وبينما قدمت بعض المنشورات القصة بسخرية، أعادت صحف أخرى نشر الكثير مما كتبه ريد في الأصل دون نقد، ونسبته (كما فعل) إلى مراسل في القسطنطينية. في 24 نوفمبر، كتب ريد عمودًا آخر يعتذر فيه عن الخدعة ويعرب عن استمتاعه بانتشار القصة حتى الآن:
"من صحيفة لندن تايمز إلى جلاسكو هيرالد، ومن ليدز ميركوري إلى بال مال غازيت، ومن خلال جميع المجلات الحضرية والإقليمية الرئيسية في بريطانيا وفي جميع أنحاء أمريكا، تم تكريم صديقي الكابتن جاسكوين وسفينتنا بتسليمها؛ ولكن يُنسب الفضل إلى محرر الرسول النبي في أكبر قدر من الحماس في إثبات صحة الكتاب."

وعلى الرغم من هذا التراجع، استمرت القصة في الانتشار، مع الإشارة في كثير من الأحيان إلى مقال الرسول النبي، الذي وصفه تيم لاهي ‏ وجون دافيد موريس بأنه "الرواية الأكثر اكتمالاً ودقة لهذا الاكتشاف".:56–63:111

### جون جوزيف نوري

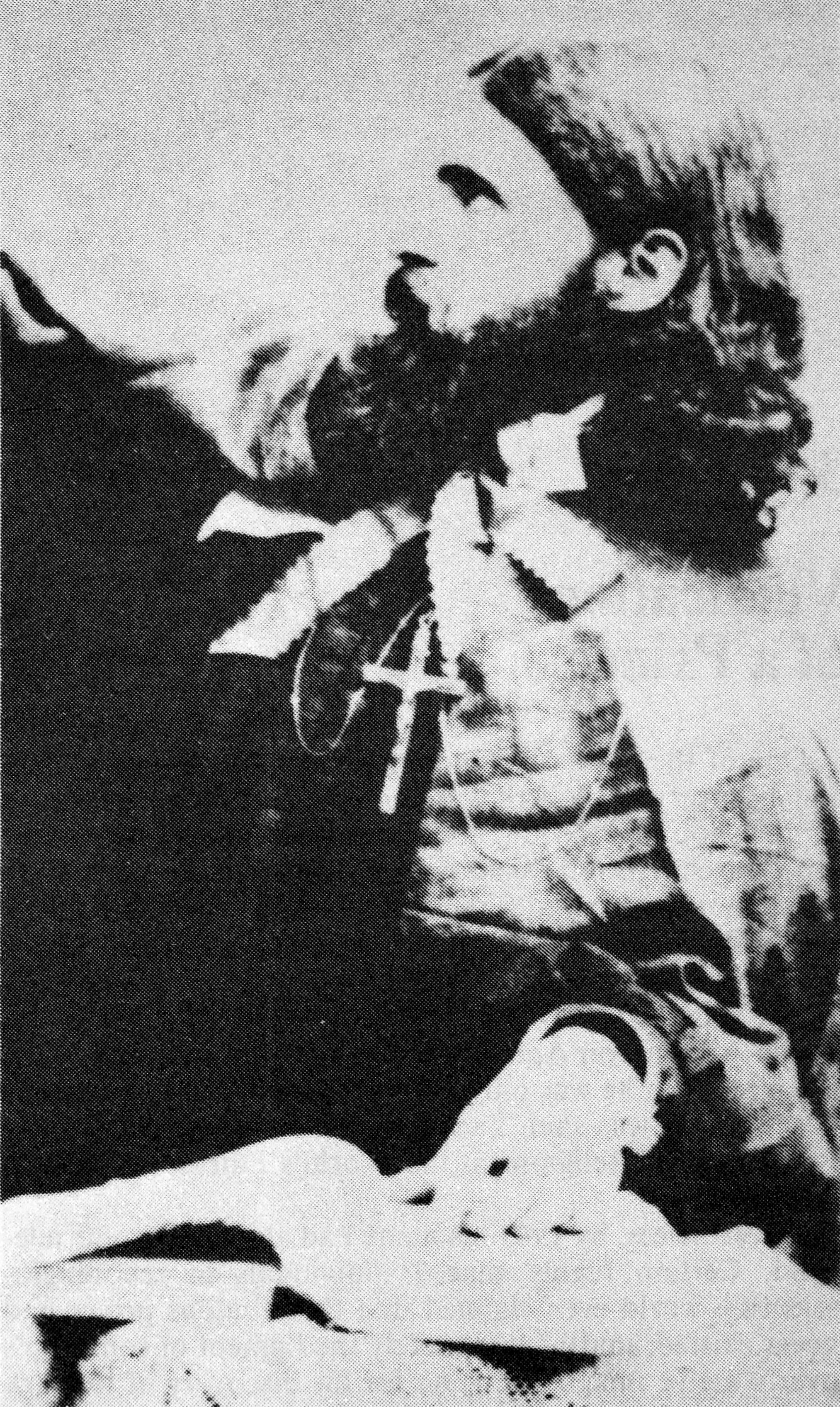
جون جوزيف نوري

يزعم جون جوزيف نوري أنه اكتشف سفينة نوح على قمة جبل أرارات في أبريل 1887.:164–165:39لا يُعرف عنه الكثير على وجه اليقين. وُلد في بغداد عام 1865، وفي عام 1885 رُسِّم رئيس شمامسة في الكنيسة الكلدانية الكاثوليكية. وخلال جولته في الولايات المتحدة، لفت الأنظار بألقابه الرسمية الطويلة: "صاحب السيادة، صاحب المقام الجليل، المونسنيور، زامورين نوري. جون جوزيف أمير نوري، دكتوراه في اللاهوت، دكتوراه في اللاهوت، دكتوراه في اللاهوت (بفضل العناية الإلهية). رئيس شمامسة البطريركية الكلدانية في بابل والقدس، السفير الرسولي الأعظم في مالابار والهند وبلاد فارس. مكتشف سفينة نوح وجبال القمر الذهبية. الممثل العام الأعلى للتاج المقدس للإمبراطورية البطريركية الأرثوذكسية الشرقية المقدسة لتسعمائة مليون نسمة من سكان آسيا. أول مسافر عالمي مستكشف لمسافة مليون ميل." أولئك الذين عرفوه، بما في ذلك جيه أو كينمان ‏، وفريدريك جي كوان ‏، وجون هنري باروز، اعتبروه باحثًا كاريزميًا، كثير السفر، ويتحدث لغات متعددة.:41–45:163:299–300
في عام 1893، حضر نوري برلمان أديان العالم في شيكاغو.:163–164وبحسب روايته، فقد دعي إلى الحدث للتحدث عن لقائه مع السفينة، على الرغم من أن التقارير الرسمية للحدث لا تقول ما إذا كانت هذه المحاضرة قد حدثت أم لا.:46,52في وقت لاحق من ذلك العام، أثناء زيارته لسان فرانسيسكو، تعرض نوري للسرقة وترك في ملجأ نابا للأمراض العقلية ‏، والذي احتجزه كمريض.:46 على الرغم من أنه رتّب إطلاق سراحه في النهاية، إلا أن الحادثة أثارت تساؤلات حول حالته العقلية، وبالتالي حول شرعية ادعاءاته غير العادية. بعد بحثه في القضية من أجل ورقة بحثية عام 2014، خلص إمراه شاهين إلى أن "نوري، على الرغم من شخصيته غير العادية، كان عاقلاً".:55–56اعتُبر تقريرٌ نُشر عام 1897، يفيد بتتويج نوري بطريركًا في الكاتدرائية البابوية الكلدانية في تريشور، دليلًا على صحته. ومع ذلك، لم يُؤكّد المسؤولون الأتراك ادعاءه باكتشاف سفينة نوح.

## القرن العشرين
وقد حظيت عمليات البحث منذ منتصف القرن العشرين بدعم كبير من الكنائس الإنجيلية والألفية، كما استمرت بفضل الاهتمام الشعبي المستمر والمجلات القائمة على الإيمان وجولات المحاضرات ومقاطع الفيديو والبرامج التلفزيونية الخاصة العرضية.

### الحملة الروسية المزعومة

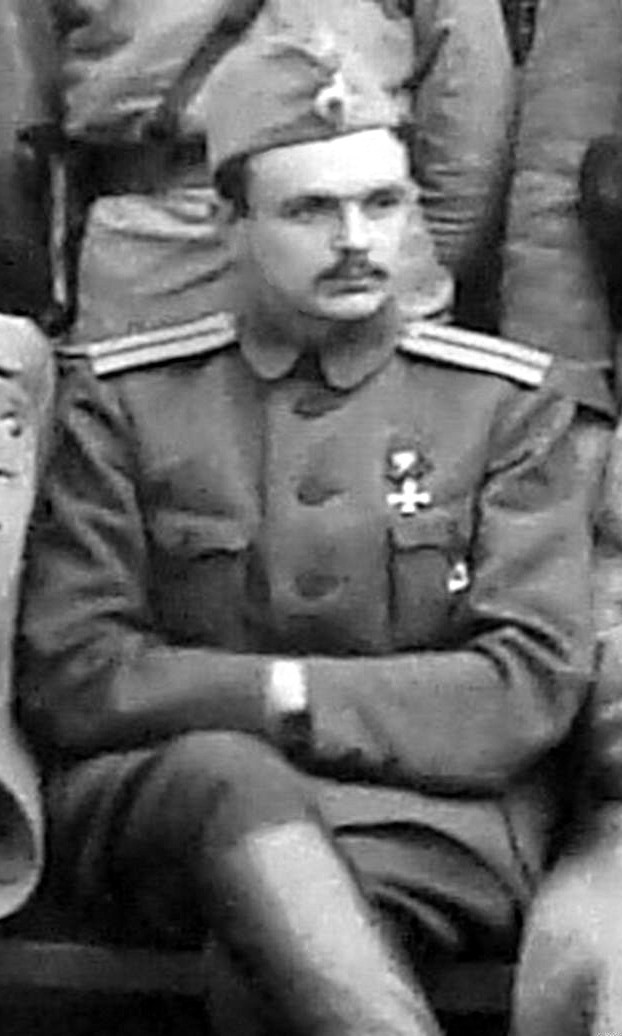
يزعم ألكسندر أ. كور أنه علم في عام 1921 عن بعثة روسية للعثور على سفينة نوح.

في عام 1940، نُشر مقال بعنوان "العثور على سفينة نوح" في طبعة خاصة من مجلة "نيو إيدن"، وهي واحدة من عدة كتيّبات نشرها فلويد م. جورلي في لوس أنجلوس. نُسب المقال إلى "فلاديمير روسكوفيتسكي"، وتضمّن روايته لاكتشاف سفينة نوح على جبل أرارات حوالي عام 1917، "قُبيل الثورة الروسية".:83,89:76–79
وفقًا للقصة، كان روسكوفيتسكي طيارًا روسيًا متمركزًا على بعد 25 ميل (40 كـم) جوية روسية. شمال شرق أرارات. في أغسطس (لم يُذكر عام)، أُمر بإجراء رحلة تجريبية لطائرة مُجهزة بضاغط عنفي فائق جديد. أثناء تحليقه بالقرب من أرارات، رصد روسكوفيتسكي ومساعده حطام سفينة ضخمًا على شاطئ بحيرة في الجبل. حدد قائده لاحقًا الحطام على أنه سفينة نوح، وقدم تقريرًا إلى الحكومة، التي أرسلت 150 جنديًا إلى الموقع. يُزعم أن تقرير البعثة أُرسل إلى القيصر قبل أيام قليلة من "استيلاء البلشفية الملحدة على السلطة"، مما أدى إلى إخفاء التقرير، وربما تدميره، "لتشويه سمعة جميع الأديان والمعتقدات المتعلقة بصحة الكتاب المقدس". يُقال إن روسكوفيتسكي، المعروف بأنه روسي أبيض، قد فر إلى الولايات المتحدة ليتمتع بحرية ممارسة إيمانه الجديد.:83–87
القصة تتناقض مع التاريخ الروسي، حيث تنازل القيصر نيكولاس الثاني عن العرش في نهاية ثورة فبراير، قبل أشهر من تولي البلاشفة السلطة في ثورة أكتوبر.:31إن الإشارات إلى المظلات، وعلب الأكسجين، والشواحن التوربينية في الطائرات غير متناسبة مع الإطار الزمني المحدد. ومع ذلك، أصبحت القصة شائعة جدًا وأعيد طبعها على نطاق واسع.:59:4 ومع ذلك، بحلول عام 1942، قامت اثنتان على الأقل من المنشورات بسحب القصة.:59
إحيلت الاستفسارات المقدمة إلى نيو إيدن بشأن المقال إلى بنيامين ف. ألين، مصدر القصة.:87مع ذلك، لم يكن ألين ينوي نشر القصة إلا بعد التأكد من صحتها، واستاء من الإضافات التي أضافها جورلي. في أكتوبر 1945، وصف نسخة القصة التي رواها لجورلي، كاتبًا: "في حديثي معه، نقلتُ إليه بعض التفاصيل من جنديين في الجيش الروسي القيصري خلال الحرب العالمية الأولى، توفيا قبل سنوات عديدة. وصلتني قصة هذين الجنديين من أقاربهما، عن كيف رأى طيار روسي مبنىً مثيرًا للريبة في أحد أودية أرارات الغامضة. أُرسل جنود المشاة سيرًا على الأقدام للتحقيق، وقرر ضباطهم أنها لا بد أن تكون سفينة نوح، وقد غرق أحد طرفيها في مستنقع صغير. كانت هذه هي التفاصيل الوحيدة التي قدموها." قال ألين إن "95%" من مقال "نيو إيدن"، بما في ذلك اسم "فلاديمير روسكوفيتسكي"، قد لفقها جورلي، الذي قدم اعتذارًا بناءً على طلبه.:89–91:79–82
وعلى الرغم من تراجع جورلي، ظل الاهتمام بقصة الطيار الروسي قائما، حيث تحول الاهتمام إلى التحقق من رواية ألين.:247:34–37:88–89:80–81,87كان وكيل العقارات إيريل كامينغز، الذي علم بقصة روسكوفيتسكي عام 1945، مُلهمًا بشكل خاص للتحقيق في احتمال اكتشاف سفينة نوح. في نوفمبر 1945، أسس بعثة أبحاث التاريخ المقدس للتحقيق في الأمر، ومن خلال أبحاثه، أصبح يُعتبر لاحقًا "عميد الباحثين الأمريكيين عن سفينة نوح".:27–30:247
اكتشف كامينغز دليلاً جديدًا في مقال نُشر في عدد 6 أكتوبر/تشرين الأول 1945 من مجلة "روسيا" الروسية، والذي كان مشابهًا لرواية جورلي عن روسكوفيتسكي. وضع مقال "روسيا"، الذي كتبه الضابط الروسي السابق ألكسندر أ. كور، بعثة القيصر في ديسمبر/كانون الأول 1917، ووصف السفينة بأنها بطول 500 قدم (150 م) طوله 83 قدم (25 م) عرضًا، و 50 قدم (15 م) مرتفعًا. وانتهت رواية كور بإشاعة مفادها أن ليون تروتسكي اعترض تقرير البعثة، وأطلق النار على الرسول.:55–60اتصل كامينغز لاحقًا بكور، الذي قال إنه خدم في منطقة أرارات في عام 1915، وسمع عن رحلة آرك من زملائه الضباط الذين التقى بهم في عام 1921. كان هذا كافيًا لإقناع كامينغز بأن كور لم يقم ببساطة بسرقة مقالة نيو إيدن.:61–64كما ادعى كور، وهو عالم آثار هاوٍ، أنه اكتشف نقوشًا مسمارية في أرارات تصف قصة الطوفان.:87بعد مراسلاته مع كامينغز، اهتم كور بالترويج لكتاب فيليس ‏ الذي تشوهت سمعته.

### آرون ج. سميث
في نوفمبر 1948، أفاد إدوين جرينوالد لوكالة أسوشيتد برس أن قرويين أكراد اكتشفوا سفينة خشبية كبيرة متحجرة على جبل أرارات.:123أبلغ شكرة أسينا، صاحب أرض في المنطقة، غرينوالد أن مزارعًا يُدعى ريشيت عثر على مقدمة السفينة في سبتمبر/أيلول، على بُعد حوالي ثلثي الجبل. وزعم أسينا أن ريشيت نشر خبر اكتشافه، وتسلق أهالي العديد من القرى المحلية جبل أرارات لمشاهدة الجسم.
على الرغم من أن المقال كان في معظمه مجرد إشاعات من مصادر غير مباشرة، إلا أن عالم الآثار البريطاني الهاوي إيجيرتون سايكس كان يأمل في تنظيم رحلة استكشافية للتأكد من أن اكتشاف ريشيت كان في الواقع سفينة نوح.:56–57:85انضم آرون ج. سميث، عميد كلية الكتاب المقدس الشعبية ‏ في ولاية كارولينا الشمالية، إلى سايكس في التحضير للعملية. وحظيا بتغطية إعلامية واسعة عندما اتهمتهما صحيفة برافدا بالتخطيط لعملية مراقبة لصالح "الإمبرياليين الأنجلو-أمريكيين"، مستشهدةً بقرب جبل أرارات من الحدود السوفيتية. وعندما عجز سايكس عن المضي قدمًا بسبب نقص التمويل، أكمل سميث العملية بدونه.:86–87
عند وصولهم إلى تركيا، أمضت البعثة شهرين في إسطنبول، حيث رتّبت جميع التصاريح اللازمة للتوجه إلى أرارات. بعد هذا التأخير، انضم غرينوالد إلى فريق سميث، الذي خطط لتعيين ريشيت مرشدًا.:87–88مع ذلك، لم يُعثر على ريشيت، رغم عرض مكافأة لمن يُدلي بمعلومات. ورغم أن مقال غرينوالد أشار إلى أن سكان المنطقة شهدوا على اكتشاف ريشيت، إلا أن الفريق لم يعثر على أيٍّ منهم.:118
رغم فشل المهمة، ظلّ سميث متفائلاً بالعثور على سفينة نوح على جبل أرارات يومًا ما. وجادل عضو البعثة، نكاتي دولوناي، بأنّ المشروع "قدّم الكثير للعلم والبحث فيما يتعلق بالسفينة. فقد دحض أخيرًا الآراء والملاحظات التي سادت لأكثر من مئة عام حول وجود السفينة بوضوح تام.":89–90
في عام 1986، أجرى ديفيد فاسولد ‏ مقابلة مع رجل يُدعى علي أوغلو ريشيت سريهان، الذي اعتقد أنه ريشيت الذي وصفه شكرة أسينا قبل ثمانية وثلاثين عامًا. ووفقًا لفاسولد، فإن الجسم الذي يُزعم أن ريشيت اكتشفه عام 1948 لم يكن موجودًا على جبل أرارات كما ذُكر في البداية، بل كان في الواقع موقع دوروبينار ‏.:321–325

### حاجي ييرام
روى هارولد ويليامز، أحد قساوسة السبتيين، قصة حاجي يارام في رسالة عام 1952 إلى الباحث في آرك إيريل كامينغز.:111–116على مدى السنوات القليلة التالية، عمل إيريل وزوجته فيوليت على التحقق من القصة، وعثرا على شهادة وفاة يارام في عام 1956، وحصلا على إذن ويليامز، في عام 1958، لنشر رسائله. :119,123ومن غير الواضح ما إذا كانت القصة قد انتشرت على نطاق واسع حتى سبعينيات القرن العشرين، عندما بدأت فيوليت كومينجز في كتابة كتب عن السفينة.
كان يارام أدفنتستًا متدينًا من أتباع كنيسة السبتيين، هاجر من أرمينيا إلى الولايات المتحدة، واستقر في نهاية المطاف في أوكلاند، كاليفورنيا. في عام 1915، بدأ هارولد ويليامز ووالداه برعاية يارام المسن والمريض. كتب ويليامز: "طلب مني حاجي أن أكتب بعناية قصة كان حريصًا جدًا على سردها، لأنه كان متأكدًا من أنها ستكون مفيدة يومًا ما بعد وفاته". ووفقًا لويليامز، كشف هذا التصريح الذي أدلى به على فراش الموت أن يارام، في صباه، كان جزءًا من بعثة سرية حددت موقع سفينة نوح على جبل أرارات.:112–116الإطار الزمني الدقيق لهذه الرحلة المزعومة غير مؤكد، على الرغم من أن فيوليت كومينجز خلصت إلى أنها حدثت حوالي عام 1856.:112
في قصة يارام، كما رواها ويليامز، كانت قريته عند سفح جبل أرارات، وكان أهلها يحجّون بانتظام إلى السفينة. في أحد الأيام، استأجر "ثلاثة رجال حقيرون لا يؤمنون بالكتاب المقدس" يارام ووالده مرشدين، حيث كانوا يعتزمون البحث في الجبل لدحض قصة سفينة نوح. عندما قادهم والد يارام إلى السفينة، "استولى غضب شيطاني على العلماء الثلاثة عند عثورهم على ما كانوا يأملون في إثبات عدم وجوده". بعد محاولتهم تدمير السفينة وفشلهم في ذلك، وافق العلماء على إخفاء الاكتشاف وأقسموا يارام ووالده على كتمان السر تحت تهديد التعذيب والقتل.:113–115أوضح ويليامز لاحقًا أن يارام "أراد الحفاظ على قصته حتى عندما يأتي الوقت المناسب قد تشجع الرجال الشجعان على الذهاب وتحديد موقع السفينة وإعطاء العالم مثل هذا الدليل الذي لا يمكن إنكاره":117
توفي الحاج ييرام في 3 مايو 1920.:123ادعى ويليامز أنه قرأ في نفس الوقت تقريبًا مقالًا صحفيًا عن عالم في لندن اعترف وهو على فراش الموت بإخفاء اكتشاف سفينة نوح. كان من المفترض أن يكون هذا التقرير الثاني متوافقًا بشكل ملحوظ مع رواية يارام. قال ويليامز إنه احتفظ بالصحيفة، محتفظًا بها مع نص قصة يارام؛ إلا أنهما دُمّرا في حريق منزل عام 1940.:115–116وعلى الرغم من البحث الدؤوب، لم يعثر على نسخة من المقالة التي تتحدث عن العالم المحتضر.:124–126
الانتقاد الرئيسي لرواية ويليامز هو أنها مجرد دليل سمعي.:57–58ويليامز هو المصدر الوحيد لقصة اعتبرها مهمة للغاية في عام 1920، ومع ذلك لم يبذل أي جهد لمشاركتها قبل تدمير أدلته بعد عشرين عامًا، ولم يبذل أي جهد لنشرها حتى الخمسينيات من القرن العشرين.:49لا معنى لدوافع العلماء في القصة إلا أنها تتوافق مع دورهم الشرير في ما وصفه لاري إسكريدج بأنه "دراما ميلودراما".:50:250يشير أرشيف TalkOrigins ‏ إلى أن تصوير غير المؤمنين يشير إلى أن القصة بأكملها صنعت كدعاية دينية.

### فرناند نافارا
ادعى الصناعي الفرنسي فرناند نافارا أنه اكتشف سفينة نوح في كتابه الذي نشره عام 1956 بعنوان "عثرت على سفينة نوح".:69وفقًا لنافارا، فقد استلهم فكرة البحث عن السفينة في عام 1937، بعد الاستماع إلى صديق أرمني يصف الأساطير التي أخبره بها جده في عام 1920.:xiii-xivفي عام 1952، دعي للانضمام إلى بعثة أرارات مع جان دي ريكير وسيهاب أتالاي، والتي لم تبلغ عن أي علامة على وجود السفينة.:10–11,30 ومع ذلك، ادعى نافارا لاحقًا أنه بينما كان بمفرده، رأى كتلة كبيرة مظلمة قال إنها لا يمكن أن تكون إلا السفينة. ونظرًا لأنه لم يتمكن من الوصول إلى هذا الجسم أو تقديم دليل على وجوده، فقد قرر عدم الكشف عن اكتشافه حتى يتمكن من العودة.:36–38
بعد فشله في العودة إلى الموقع عام 1953، قرر نافارا العودة عام 1955. وفي محاولته التالية، سعى لتجنب أي تأخير محتمل قد ينجم عن حصوله على إذن من السلطات التركية لتسلق جبل أرارات. ولهذا الغرض، تظاهر بالرحلة كعطلة عائلية، فاصطحب زوجته وأبنائه الثلاثة إلى تركيا وتسلق الجبل مع رافائيل نافارا، البالغ من العمر أحد عشر عامًا.:38–41قام الأب والابن بتصوير عملية استعادتهما لقطعة قماش 5-قدم (1.5 م) عارضة من الخشب المقطوع يدويًا، قال فرناند إنها قطعت من الهيكل الذي حدد موقعه في عام 1952. ولجعل الخشب أسهل في الحمل دون إثارة الشكوك من جانب الأتراك، قاموا بقطع العارضة إلى قطع أصغر.:63
في عام 1956، قدم نافارا خشبه إلى العديد من المؤسسات للتحليل العلمي.:123–133 حدد الخشب على أنه خشب بلوط. وتشير التحليلات القائمة على اللون والكثافة والليجنيت إلى أن عمر الخشب يبلغ حوالي 5000 عام، وهو ما يتوافق مع الإطار الزمني الحرفي للطوفان.:137ومع ذلك، فإن هذه الطرق المستخدمة في تأريخ الخشب غير موثوقة، ويرفضها معظم العلماء.:139–141تشير المراسلات الشخصية من عام 1959 إلى تقرير غير معروف يفيد بأن خشب نافارا تأرخ بالكربون المشع إلى أنه يبلغ من العمر 4484 عامًا بالضبط.:136:135مثل هذا الرقم الدقيق ليس من الممكن الحصول عليه من خلال تأريخ الكربون المشع، ولا يتوافق مع أي تسلسل زمني في الكتاب المقدس باستثناء تسلسل نافارا، الذي كتب في عام 1955 أن الطوفان حدث "منذ 4484 عامًا".:135
أجرت مؤسسة البحوث الأثرية عدة بعثات لتحديد موقع نافارا في ستينيات القرن العشرين، لكنها لم تتمكن من العثور عليه. وبصفته مستشارًا، قدّم نافارا خرائط وجدتها مؤسسة البحوث الأثرية غامضة وغير متوافقة مع موقع الجبل.:317–328في مفاوضاتٍ جرت لقيادة فريق ARF شخصيًا إلى الموقع، طالب نافارا بتعويضاتٍ ماليةٍ كبيرةٍ وعوائدَ ماليةٍ من أيِّ شيءٍ قد يجده الفريق. وتوصل الطرفان إلى اتفاقٍ بشأن مهمةٍ عام 1968، والتي وصل فيها نافارا متأخرًا وأُصيب في قدمه أثناء محاولته اللحاق بالفريق.:137–141بحلول عام 1969، تولت منظمة جديدة، وهي مؤسسة SEARCH ، بقيادة رالف كروفورد، جهود مؤسسة ARF، وكان نافارا عضوًا في مجلس الإدارة.:328–329في رحلة بحثية عام 1969، انفصل نافارا عن بقية المجموعة، وبعد فترة وجيزة، حدد موقعًا وجد فيه الفريق قطعًا من الخشب.:329–332
قام عضو مجلس إدارة SEARCH إلفريد لي بترتيب تأريخ الكربون المشع على العينات المأخوذة من عينات نافارا.:142حُللت عينات عام 1955 من قِبل خمس مؤسسات، وتوصلت النتائج إلى أن عمر الخشب يعود إلى ما يقارب 1200-1700 عام. وأرجع تحليلان لعينات عام 1969 تاريخ الخشب إلى حوالي 1350 عامًا.:94–101في عام 1984، أعطى نافارا قطعة خشب أخرى لجيمس إروين، الذي قدّمها لجولة أخرى من الاختبارات. وُجد أن عمر عينة إروين يبلغ حوالي 1500 عام، مع وجود أدلة على أن طلاء القار كان من أصل أحدث بكثير، وطُبّق باستخدام التكنولوجيا الحديثة.:18–21
وقد أثارت العديد من الادعاءات الشكوك حول مصداقية نافارا.:133–134:9على الرغم من أن نافارا قال في عام 1958 أن سهاب أتالاي قد جمع الخشب من موقع نافارا، إلا أن أتالاي نفى هذا الادعاء في عام 1962. ووفقًا لأتالاي، أعطاه نافارا الخشب في طريق عودته من رحلة عام 1955.:317–318في عام 1970، اتهم جان دي ريكير نافارا بمحاولة شراء الخشب القديم من القرويين عند سفح جبل أرارات أثناء رحلتهم الاستكشافية عام 1952.:161:331أثناء صعوده إلى جبل أرارات، التقى غونار سمارز بمرشدين أكراد رافقوا نافارا في رحلة تسلق خاصة واحدة أو أكثر حوالي عام 1968 أو 1969، دون علم منظمة SEARCH.:331

### موقع دوروبينار

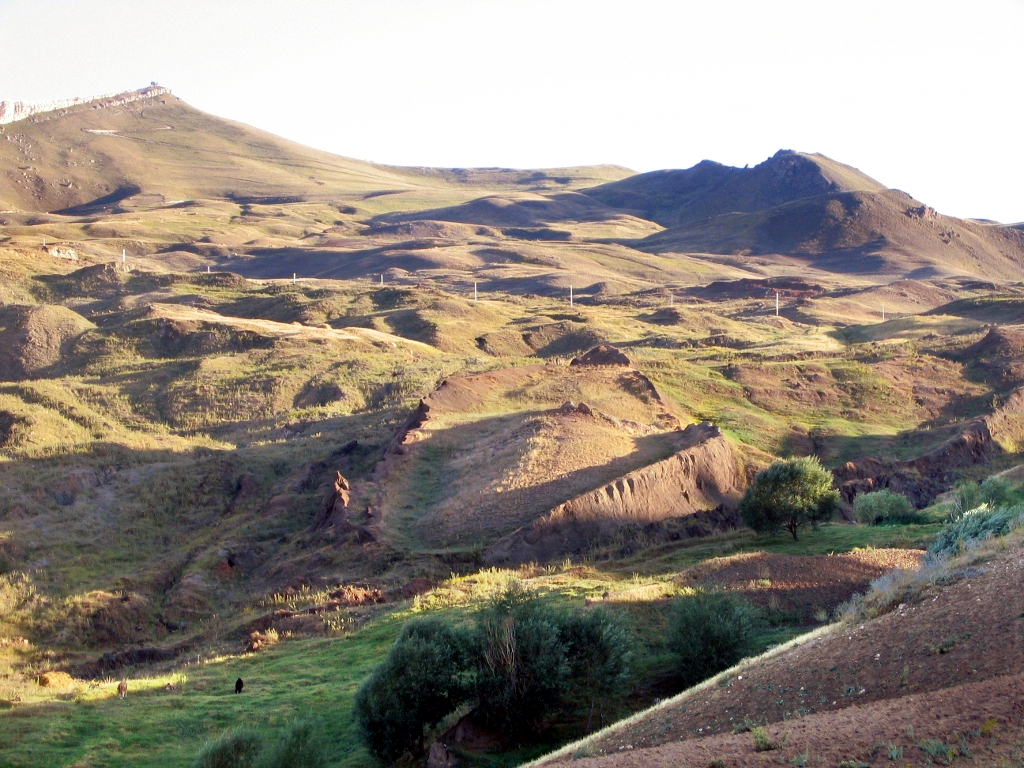
، أغري، تركيا

أثناء المسح الجيوديسي لتركيا عام 1959، حدد شكل شاذ بالقرب من دوغبايزيد بواسطة إلهان دوروبينار من القوات الجوية التركية وسفك كورتيس من جامعة ولاية أوهايو.:127–128:112,114 يشبه حجم وشكل الجسم قاربًا يبلغ طوله حوالي 450 قدم (140 م) طوله 150 قدم (46 م) واسعة، مما يدعو إلى التكهن بأنها قد تكون سفينة نوح.:128–130قام الإنجيلي جورج فانديمان ‏ بتنظيم رحلة استكشافية إلى الموقع في عام 1960، والتي حددت أن الشكل كان تكوينًا جيولوجيًا طبيعيًا.:133–135
تجدد الاهتمام بالموقع بفضل رون وايت، الذي زار الموقع في أعوام 1977، و1979، و1984.:275وبناءً على ترويج وايت لأبحاثه، أعلنت الحكومة التركية الموقع كمنتزه وطني في عام 1986.:278–279أكد عالم الجيوفيزياء جون باومغاردنر وخبير الإنقاذ ديفيد فاسولد ‏ بقوة أن الموقع كان في الواقع سفينة نوح، ولكن كلاهما انفصل في النهاية عن وايت للتعبير عن شكوكهما بشأن النتائج التي توصلا إليها.:282–284,291–293في عام 1996، شارك فاسولد في تأليف ورقة بحثية مع الجيولوجي لورانس جي كولينز ‏، مؤكدًا أن الموقع "لا يمكن أن يكون سفينة نوح ولا حتى نموذجًا من صنع الإنسان".

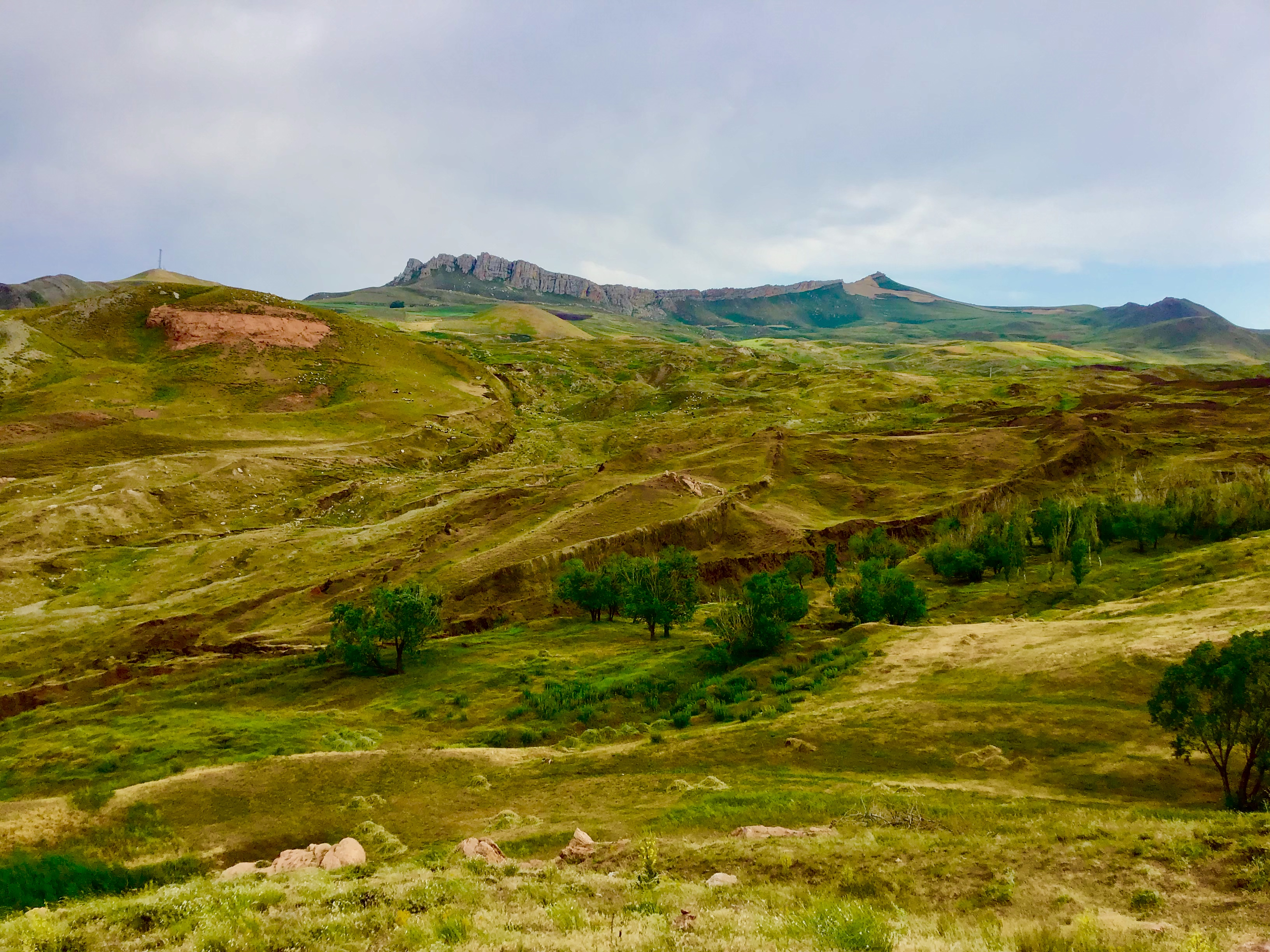
موقع دوروبينار في يوليو 2019

### جورج غرين
في منتصف ستينيات القرن العشرين، ادعى مهندس النفط فريد دريك أنه رأى ست صور لسفينة نوح عام 1954. ووفقًا لدريك، التقط هذه الصور زميله جورج غرين، الذي كان يحلق بطائرة هليكوبتر حول جبل أرارات أثناء عمله في خط أنابيب نفط تركي. أظهرت الصور نتوءًا مجهول الهوية على الجبل، يشبه مقدمة سفينة خشبية كبيرة. وخلص تحقيق أجرته مؤسسة البحوث الأثرية إلى أن جرين حاول وفشل في تنظيم رحلة استكشافية إلى أرارات، ثم انتقل إلى غيانا البريطانية، حيث توفي عام 1962. لم يكن أصدقاء غرين وعائلته متأكدين مما حدث لصوره لأرارات، والتي لم يتم العثور عليها أبدًا.:138–144
ذكر مقالٌ نُشر عام 1990 بقلم بيل كراوس تكويناتٍ طبيعيةً مختلفةً على جبل أرارات بدت وكأنها سفينةٌ في الصور الفوتوغرافية حتى فحصها متسلقو الجبال بأنفسهم. اعتقد كراوس أن إحدى هذه "السفينة الشبحية"، وهي قطعةٌ من البازلت على شكل مقدمة سفينة، صوّرها توم كروتسر في سبعينيات القرن الماضي، قد تكون نفس الجسم الذي رآه غرين.

### جورجي هاجوبيان
في عام 1970، أفاد جورجي هاجوبيان، الأمريكي الأرمني، أن عمه اصطحبه لرؤية سفينة نوح مرتين خلال طفولته. وتختلف الروايات حول رؤيته الأولى للسفينة في أعوام 1902، 1906، أو 1908، بينما وقعت الحادثة الثانية بعد عامين تقريبًا.:69:113–118:186–190 وفقًا لهذا الحساب، كان الفلك المغطى بالطحالب يقع على حافة جرف، بحيث لم يكن من الممكن الوصول إلا إلى جانب واحد.:114,116قال هاجوبيان أن العديد من الأولاد الآخرين في مجتمع طفولته أخبروه أنهم رأوا الهيكل.:190يعترض أرشيف TalkOrigins ‏ على "السهولة الظاهرة" التي يُفترض أن هؤلاء الأطفال قد وصلوا بها إلى موقع السفينة، على النقيض من الصعوبات التي أبلغ عنها المستكشفون الآخرون.
وبحسب تقدير هاجوبيان، كان ارتفاع السفينة يزيد عن 1,000 قدم (300 م) طولها 600–700 قدم (180–210 م) عرضًا، وأكثر من 35 قدم (11 م) ارتفاعًا. وللتوفيق بين هذا التقدير والتفسيرات التقليدية لحجم السفينة، اقترح جون واريك مونتغمري أن "الأبعاد غالبًا ما تبدو أكبر مما هي عليه في الواقع للأطفال الصغار".:114ومع ذلك، فإن ذكريات هاجوبيان عن 18-بوصة (46 سـم) النافذة (والتي تتوافق مع وجهات النظر التقليدية) مقبولة كتقدير دقيق من قبل فيوليت كومينجز.:191–192
قال هاجوبيان إن عمه أراد الاحتفاظ بقطعة من السفينة، لكنه لم يتمكن من قطع الخشب باستخدام سكين أو رشة بارود. ورفض رفضًا قاطعًا ادعاء فرناند نافارا بالعثور على شظايا من السفينة.:189–190في محاولة للتوفيق بين الادعاءين، أثار مونتغومري احتمال أن السفينة "لم تكن متحجرة بشكل موحد".:113ومع ذلك، كان هاجوبيان يعتقد أن البناء بأكمله كان "متحجرًا تمامًا"، وأن "الله القدير لن يسمح أبدًا بتقطيع وتفتيت التابوت".:190

### جيمس إروين

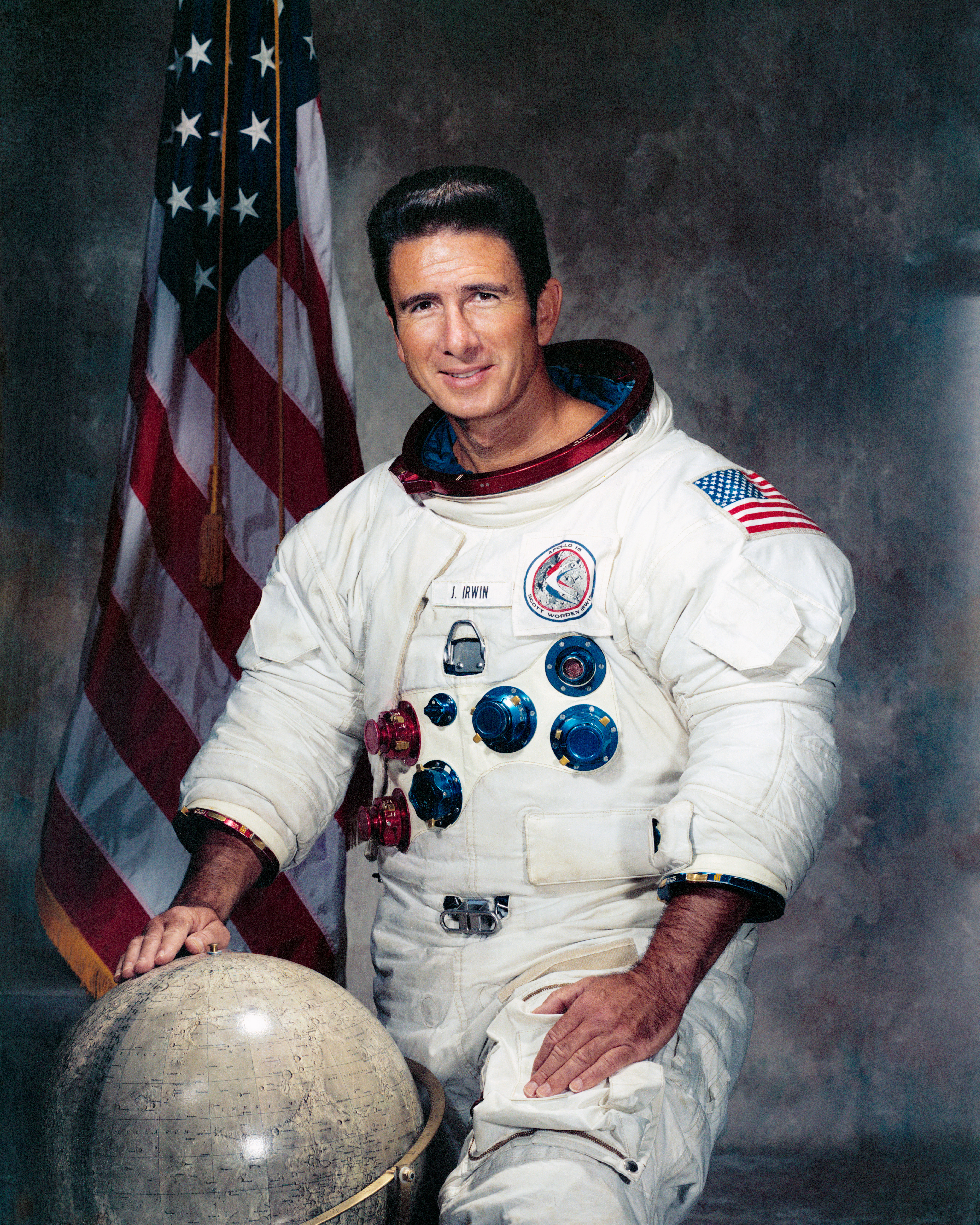
جيمس إروين

رائد الفضاء جيمس إروين، الشخص الثامن الذي سار على سطح القمر، شهد تجليًا دينيًا أثناء مهمة أبولو 15 في عام 1971. في العام التالي، استقال من وكالة ناسا وأسس منظمة إنجيلية، مؤسسة الطيران العالي. أثناء عمله التوعوي، التقى إروين بإيريل كامينغز في عام 1976 وأعرب عن اهتمامه بالانضمام إلى إحدى بعثاته بحثًا عن سفينة نوح.:7في ذلك الوقت، كانت السياسة التركية قد أغلقت جبل أرارات أمام المستكشفين، و رفض منح إروين تصريحًا في عام 1977. ومع ذلك، بعد انقلاب عام 1980، سمحت شهرة إروين له بإقامة علاقة ودية مع الرئيس كنعان أورن، الذي دعاه لقيادة رحلة استكشافية في عام 1982.:7,14
انتهت مهمة إروين عام 1982 بكارثة عندما ترك المجموعة بحثًا عن طريق مختصر إلى القمة، فسقط عن المسار. لم يكن يتذكر سبب السقوط، لكنه تكهن لاحقًا بأنه علق في انهيار صخري وضربته صخرة. استيقظ بعد ساعات، مصابًا بجروح بالغة، وزحف إلى كيس نومه لينجو من تلك الليلة.:63–64أرسل فريق البعثة فريق بحث في اليوم التالي، والذي أنقذه وأنزله إلى أسفل الجبل لتلقي العلاج الطبي.:70–86
لكن هذا لم يثنِ إيروين، بل عاد إلى أرارات بعد شهر، هذه المرة مع زوجته وابنه. كان يأمل في متابعة نصيحة قدمها له مستكشف آخر، والذي أفاد برؤية جسم على ارتفاع حوالي 12,000 قدم (3,700 م) أعلى جبل أهورا جورج. أعربت ماري إروين لاحقًا عن شكوكها بشأن الحالة النفسية لزوجها بعد سقوطه مباشرةً. كتبت عام 2012: "بما أن منطق جيم لم يكن صائبًا تمامًا بعد تعرضه لضربة قوية على رأسه، فقد استنتج أننا لن نحتاج إلى حقائب ظهر ومعدات تسلق". بدون المعدات المناسبة، واجه الفريق صعوبة في إحراز تقدم خلال الليل، واضطروا إلى التخلي عن البعثة.
في أغسطس 1983، قام إروين بمحاولة أخرى، بالشراكة مع مارفن ستيفينز. استأجرا طائرة لمسح جبل أرارات، وقادوا رحلة استكشافية مكونة من 22 عضوًا، بما في ذلك إيريل كومينغز والعديد من أفراد عائلة إروين. أثناء التسلق مرشد تركي غابة حيث انحسر خط الثلج. أجبرت عاصفة ثلجية الفريق على العودة قبل أن يتمكنوا من الوصول إلى الموقع.:14قال إروين، متحدثًا عن صعوبات تسلق جبل أرارات: "المشي على القمر أسهل. لقد بذلتُ قصارى جهدي، لكن السفينة لا تزال بعيدة المنال."
كان إروين ينوي تمامًا إعادة المحاولة عام 1984. ومع ذلك، أقرّ باحتمال عدم العثور على السفينة. ورغم اعتقاده الراسخ بوجود السفينة، إلا أنه كان أقل يقينًا من عدم تدميرها على مر القرون. وقال: "احتمال نجاتها ضئيل". كما شكّ في أن العديد من المشاهدات المُبلّغ عنها على جبل أرارات كانت خاطئة. ومع ذلك، تسلّق الجبل في ذلك الصيف بحثًا عن الغابة التي شوهدت في العام السابق. وعندما وصل إلى الموقع، لم يجد سوى زوج من الزلاجات المهجورة.:14:244
خلال موسم التسلق عام 1985، نصب المتمردون الأكراد كمينًا لأربع مجموعات على الأقل في أرارات. وبحلول الوقت الذي تمكن فيه إروين من بدء تسلقه في 24 أغسطس، لم يُسمح إلا لخمسة من مجموعته المكونة من 22 عضوًا بمرافقته، ورافق البعثة ثلاثون جنديًا تركيًا. وبمجرد وصول الفريق إلى القمة، أمرهم المسؤولون الأتراك بالنزول. وبحلول الوقت الذي تلقت فيه المجموعة الإذن باستئناف المهمة، كانوا مرهقين للغاية بحيث لم يتمكنوا من الاستمرار. ووفقًا للسفير الأمريكي في تركيا، روبرت شتراوس هوبي ‏، كانت الحكومة ترد على المناورات السوفيتية بالقرب من الحدود، والقلق من أن يصبح إروين هدفًا ذا قيمة عالية للإرهابيين.:235–240
خطط إروين للقيام برحلة سادسة إلى جبل أرارات في يوليو 1986، مع فريق أصغر. تعطلت هذه الخطط عندما أصيب باضطراب في نظم القلب في 6 يونيو. ومع ذلك، بحلول يوليو، استأنف خططه للبعثة. قال إروين: "طبيبي يعارض سفري، وقال إنه لا يمكنني تجاوز 10,000 قدم. لكن إن شاء الله سأكون هناك." بعد الانتهاء من مسح جوي لجبل أرارات، احتُجز فريق إروين في فندقهم، بتهمة انتهاك المجال الجوي السوفيتي والإيراني. أُطلق سراح المجموعة بمجرد أن أكد المسؤولون المحليون أن رحلة إروين قد حصلت على تصريح.:35–37وفقًا لعضو البعثة بوب كورنوك ‏، أعرب إروين عن قلقه من أن شهرته جذبت اهتمام وسائل الإعلام، ومن المخاطر الأمنية التي أعاقت البحث. «أكد جيم نفسه في رحلتنا الأخيرة، عندما وصلت إجراءات الحصول على التصاريح إلى مستويات غير مسبوقة من الجنون، أن المشاكل يمكن إرجاعها إليه، وليس (كما اشتبه البعض) إلى مؤامرة تركية شريرة لمنعنا من العثور على السفينة.»:27–29في سبتمبر، أعلن إروين "أعتقد أنني فعلت كل ما بوسعي لجذب الانتباه إلى السفينة. أعتقد أن الوقت قد حان ليقوم آخرون بالبحث."
أقنعت موجة الحر التي ضربت تركيا عام 1987 إروين بتغيير رأيه والعودة في رحلته السابعة إلى جبل أرارات. كان يعتقد أن درجات الحرارة الدافئة ربما تكون قد أذابت ما يكفي من الأنهار الجليدية في الجبل مما يجعل سفينة نوح أسهل في الرصد من الجو. تعاونت مؤسسة إيروين للطيران العالي مع معهد أبحاث الخلق ومؤسسة إيفانجيليشه أومرويب ‏ وشركة الاستكشاف الدولية في عملية مشتركة. ووفقًا لجون دي موريس من معهد أبحاث الخلق، فقد حظرت الحكومة التركية استكشاف جبل أرارات في وقت سابق من العام، ولم توافق على هذه الرحلة الاستكشافية إلا بشرط أن يقوم الفريق أيضًا بتقييم موقع دوروبينار ‏. إلغيت تصاريح استكشاف جبل أرارات نفسه قبل أن تتمكن المجموعة من بدء مهمتها المقصودة. في النهاية، لم تتمكن البعثة إلا من ترتيب مسح جوي عالي الارتفاع، والبقاء على مسافة لا تقل عن 20 كيلومتر (12 ميل) من المجال الجوي السوفيتي والإيراني.
كانت رحلة عام 1987 هي الأخيرة لإروين، حيث أمره الأطباء بالتوقف عن البحث. وعندما نظمت مؤسسة High Flight Foundation رحلة أخرى في عام 1988، قاد بوب كورنوك المجموعة بينما بقي إروين في المنزل.:18–24

### إد ديفيس

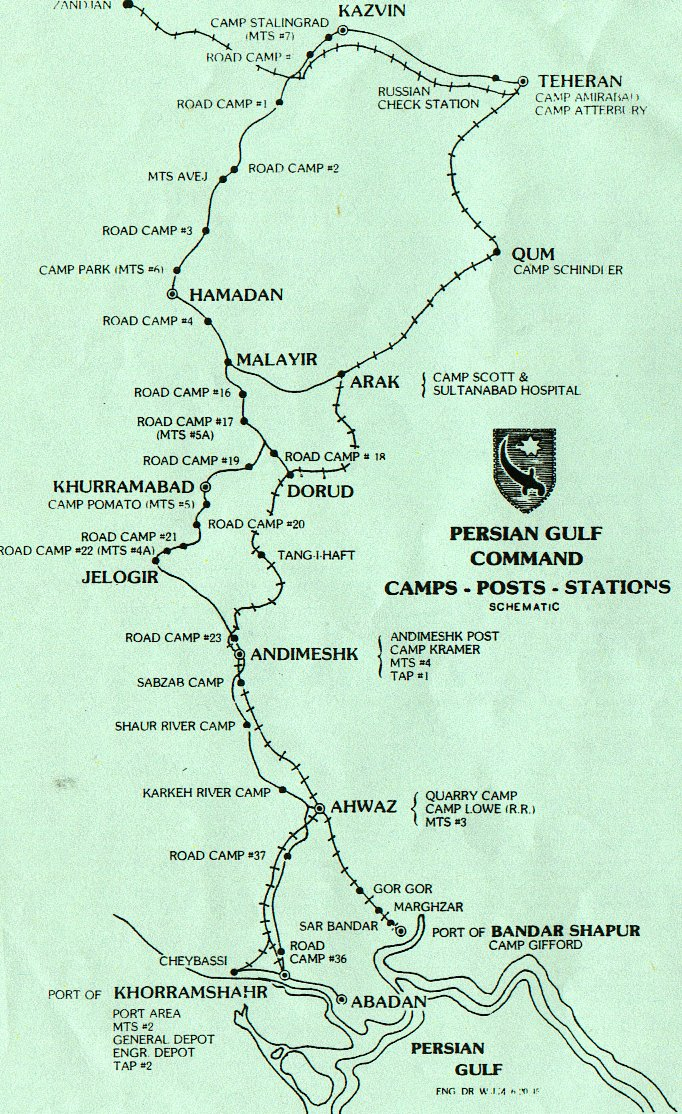
قيادة الخليج الفارسي، حيث كان ديفيس متمركزًا في عام 1943

علم طبيب العيون ومستكشف جبل أرارات دون شوكلي في عام 1985 أن إد ديفيس تحدث إلى كنيسته حول رؤية سفينة نوح أثناء الحرب العالمية الثانية. دعا شوكلي ديفيس للتحدث في مؤتمر "ark-a-thon" الذي نظمه في عام 1986 في فارمينغتون، نيو مكسيكو.:15–16 أجريت مقابلة مطولة مع ديفيس حول قصته من قبل منظمة FIBER التابعة لشوكاي، وخضع لاحقًا لاختبار كشف الكذب نيابة عن مؤسسة High Flight Foundation التابعة لجيمس إروين.:17–22
في عام 1943 كان ديفيس رقيبًا في فيلق مهندسي جيش الولايات المتحدة، متمركزًا في همدان للعمل على الممر الفارسي ‏ بين خرمشهر وقزوين.:4,44:308وفقًا لديفيس، صادق خلال هذه المهمة سائقًا محليًا يُدعى بادي، ووالده عباس-عباس، اللذين ادّعا زيارة سفينة نوح على قمة الجبل القريب من قريتهما. حوالي الأول من يوليو، دعا عباس-عباس ديفيس للانضمام إليهما في إحدى هذه الزيارات، قائلاً إن كمية كافية من الثلج والجليد قد ذابت لتكشف السفينة جزئيًا. عند وصوله إلى "نقطة يوم القيامة"، قال ديفيس إنه رأى السفينة، التي "ظهرت في البداية كتكوين صخري ضخم مغطى بالضباب". كانت السفينة راسية في بحيرة صغيرة، داخل وادٍ أسفل موقعه، ومنقسمة إلى قسمين. ادّعى عباس-عباس أن السفينة كانت سليمة في شبابه، ولم تتكسر إلا في حياته.:4–8
يختلف باحثو آرك حول ما إذا كانت تجربة ديفيس تتعلق بجبل أرارات في ولاية أغري التركية. قال ديفيس إن الجبل الذي زاره كان يمكن رؤيته من قاعدة وحدته في همدان، لكن أغري تبعد 400 ميل (640 كـم) بعيدًا. تصف النسخة المنشورة الأولى من روايته بادي وعباس عباس بأنهما أكراد، وهو ما يتفق مع قصة عن زيارة قرية في آغري.:4–7ومع ذلك، في لقطات من مقابلته الأصلية، يقول ديفيس إن القرويين كانوا من اللورس، وهي مجموعة عرقية في غرب إيران.:56 حددت العديد من الجبال المختلفة في لرستان من قبل اللورس كموقع هبوط سفينة نوح.:100:89–93,154وبالمثل، يضع تقليد لور جنة عدن، التي ذكر ديفيس أيضًا أنه رآها، في لرستان.:3

### خدعة جورج جمال
في نوفمبر 1985، كتب الممثل جورج جمال إلى دوان كيش، نائب رئيس معهد أبحاث الخلق، مدعيًا زورًا أنه بحث عن سفينة نوح بين عامي 1972 و1984. ووصف جمال تلقيه مساعدة من "السيد أشوليان" و"أليس بولس هيتيان" و"فلاديمير سوبيتشسكي". بلغت القصة ذروتها مع تحديد جمال وفلاديمير موقع السفينة في كهف جليدي، حيث سقط فلاديمير حتفه وهو يحاول تصوير السفينة. كما ادعى جمال أنه أخذ قطعة خشب من الموقع.
ردّ جون دافيد موريس من مركز أبحاث السرطان على جمال عام 1986، ساعيًا لترتيب مقابلة. استعد جمال بدراسة كتب عن البحث عن السفينة، بالإضافة إلى فيلم "بحثًا عن سفينة نوح" من إنتاج شركة صن كلاسيك بيكتشرز ‏ عام 1976. خلال المقابلة، استخدم جمال أساليب القراءة الباردة لاستخلاص معلومات من موريس تُحدد إجابات جمال على أسئلة موريس. ووفقًا لجمال، عرض موريس مرارًا تمويل رحلة استكشافية لتأكيد قصته.
بعد سنوات، عندما بدأ صن العمل على متابعة لفيلم البحث عن سفينة نوح، شارك موريس معلوماته عن جمال. نصح باحثا السفينة ديفيد فاسولد وبيل كراوس ديفيد بالسيجر، الذي كان يبحث في القصة لصالح صن، بأن رواية جمال ليست ذات مصداقية. غير متأكد من استمرار الخدعة، اتصل جمال بالمتشكك الشهير جيرالد أ. لارو، الذي وصف كيف شعر بأنه تعرض للتحريف من قبل فيلم صن التلفزيوني عام 1992 أسرار الكتاب المقدس القديمة. في 20 فبراير 1993، بثت قناة سي بي إس فيلم صن الاكتشاف المذهل لسفينة نوح، والذي تضمن جزءًا عن قصة جمال وأظهره وهو يعرض قطعة من الخشب يُزعم أنها مأخوذة من السفينة. أصدر لارو بيانًا صحفيًا يكشف عن الخدعة، والذي تجاهلوه إلى حد كبير حتى غطت مجلة تايم القصة في يوليو.
بعد كشف الخدعة، تردد جمال في البداية في التعليق خوفًا من الانتقام القانوني. ومع ذلك، في أكتوبر 1993 اعترف بأنه اختلق القصة بأكملها. كان الخشب الذي قدمه على الشاشة في الواقع صنوبرًا وجد بالقرب من بعض خطوط السكك الحديدية في لونغ بيتش، كاليفورنيا، والذي غليه مع التوابل وخبزه في فرن. انتقد جمال فشل صن في التحقق من قصته. كتب: "حتى أنني أعطيت شركة الإنتاج قطعة من الخشب لاختبارها، لكن من الواضح أنهم لم يكونوا مهتمين بالحقيقة؛ كل ما أرادوه هو أداء جيد. لو كانوا مهتمين حقًا بالحقيقة، لكانوا سألوني لماذا كانت رائحة سفينة نوح تشبه صلصة التيرياكي!" صرح ممثل عن صن أنه سيحرر جزء جمال من الإصدارات المستقبلية من الاكتشاف المذهل لسفينة نوح.

## القرن الحادي والعشرين

### دانيال ماكجيفرن
بدأ رجل الأعمال هونولولو دانيال ماكجيفرن التحقيق في البحث عن سفينة نوح في عام 1995، وفي النهاية قام بتمويل صور الأقمار الصناعية التجارية لجبل أرارات. ووفقًا لبحثه، فإن موجة الحر في عام 2003 أذابت ما يكفي من الجليد والثلج على المنحدر الشمالي الغربي لتكشف عن رقعة مظلمة، والتي فسرها على أنها تشبه ثلاثة عوارض وعارضة عرضية.  في أبريل 2004، أعلن ماكجيفرن ومتسلق الجبال التركي أحمد علي أرسلان عن خطط لرحلة استكشافية إلى الموقع في يوليو. ربطت مقالة في صحيفة الجارديان موقع ماكجيفرن بشذوذ أرارات ‏، وهي ظاهرة مماثلة لوحظت في صور المراقبة لجبل أرارات التي رفعت عنها الحكومة الأمريكية السرية في التسعينيات.
على الرغم من أن ماكجيفرن كان يأمل في بدء البعثة بحلول 15 يوليو، إلا أنه أمضى الصيف بأكمله يحاول الحصول على موافقة الحكومة التركية. رُفض طلبه أخيرًا في سبتمبر. وأشار النقاد إلى أن ماكجيفرن أعلن عن البعثة قبل الحصول على الإذن كنوع من الدعاية لإقناع تركيا بالموافقة عليها. كما أُثيرت شكوك حول اختيار أرسلان، الذي ادعى عام 1989 أنه صوّر سفينة نوح، لقيادة البعثة. وفي تعليقٍ له على ذلك، قال أحد باحثي سفينة نوح لمجلة ناشيونال جيوغرافيك : "أحمد كثير الكلام. في محادثة واحدة، سيقول إنه يمتلك 3000 صورة، وفي محادثة أخرى بعد عشر دقائق، 5000 صورة."
قال ماكجيفرن إنه لن يقوم بمحاولة أخرى في العام التالي. وأضاف: "لستُ متحمسًا جدًا لرحلة آرك كغيري ممن يذهبون عامًا بعد عام. رجل الأعمال الناجح يُقدّر حجم المال والوقت الذي سيستثمره، وعليه أن يعرف متى ينسحب." ومع ذلك، في عام 2011، قال إنه موّل بعثات استكشافية أخرى أصغر حجمًا، وأنفق 500,000 دولار على الأبحاث.

### بوب كورنوك

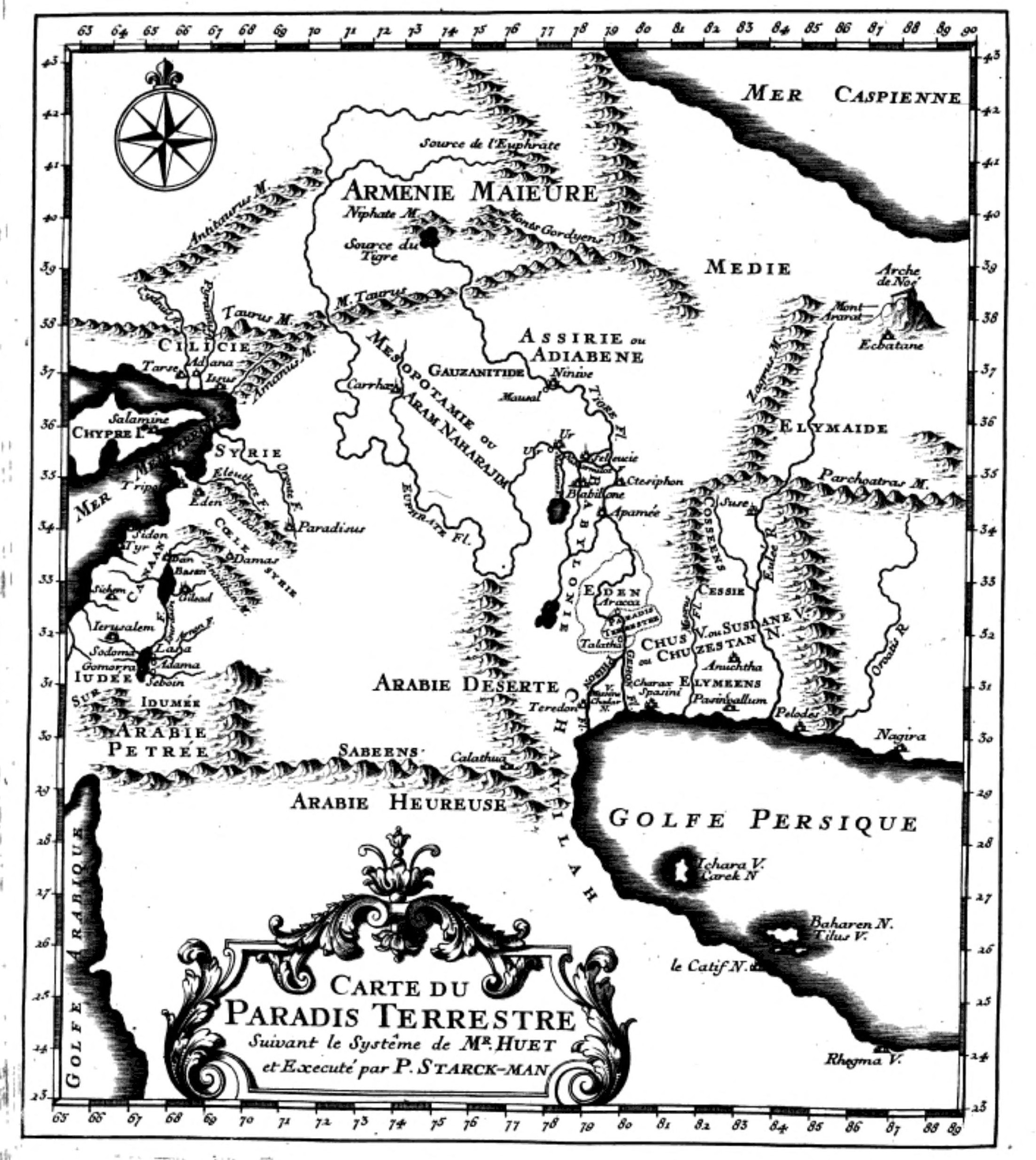
خريطة تعود إلى عام 1722 تُظهر سفينة نوح في إكباتان، في ما يُعرف الآن بغرب إيران

أثناء رحلة استكشافية غير ناجحة في عام 1988، أصبح بوب كورنوك ‏ مقتنعًا بأن سفينة نوح لا يمكن أن تكون على جبل أرارات.:color plate 6تخلى عن البحث، وأسس معهد البحث والاستكشاف لآثار الكتاب المقدس عام 1992 للبحث عن مواقع وآثار أخرى مذكورة في الكتاب المقدس:45–47 ومع ذلك، في عام 1998، علم كورنوك أن Genesis 11:2 يضع موقع هبوط السفينة شرق شنعار.:45–47وفي هذا السياق، أعاد تقييم شهادة إد ديفيس، وخلص إلى أن الموقع الذي وصفه ديفيس لابد أن يكون في إيران.:51–57,63
في يونيو 2006، أعلن معهد BASE عن اكتشاف جسم كبير يشبه الخشب المتحجر على جبل تخت سليمان في البرز. يقع الجسم على ارتفاع 13,000 قدم (4,000 م) مستوى سطح البحر. فوق مستوى سطح البحر، أُفيد أن حجمه مماثل لتقديرات حجم سفينة نوح. وأكد موقع BASE الإلكتروني أن هذا الجسم هو نفسه الذي ادعى إد ديفيس أنه رآه، لكنه لم يُعلن أنه سفينة نوح، بل وصفه بأنه "مرشح". قال كورنوك: "أعتقد أننا وجدنا شيئًا يستحق المزيد من البحث". "هناك احتمال كبير أن يكون شيئًا يشبه سفينة نوح".
اعترض منتقدو الإعلان على عدم وجود مراجعة من الأقران لنتائج كورنوك. بالنظر إلى صور البعثة، شكك خبراء الجيولوجيا والأخشاب القديمة في إمكانية أن يكون الجسم خشبًا متحجرًا. تضمنت البعثة العديد من "قادة الأعمال والقانون والوزارة"، ولكن لم يكن هناك جيولوجيون أو علماء آثار محترفون. كما تعرض تفسير كورنوك للكتاب المقدس للانتقاد، حيث لا يشير سفر التكوين إلى ما إذا كان أحفاد نوح قد هاجروا إلى شنعار مباشرة من أرارات، أو من موقع وسيط غير مسمى. علاوة على ذلك، يمكن ترجمة سفر التكوين 11:2 بشكل معقول للإشارة إلى أن العشيرة هاجرت شرقًا، مما يشير إلى نقطة أصل غرب شنعار.:6–7
بحلول عام 2010، توقف كورنوك عن البحث عن سفينة نوح، قائلاً "لقد نزلت (من الجبل) بكل هذه الأدلة على سفينة نوح، ولم يهتم أحد". في عام 2012 كتب "في كل 25 عامًا من البحث عن السفينة لم أر القارب القديم أبدًا".:xi

### خدمة سفينة نوح الدولية

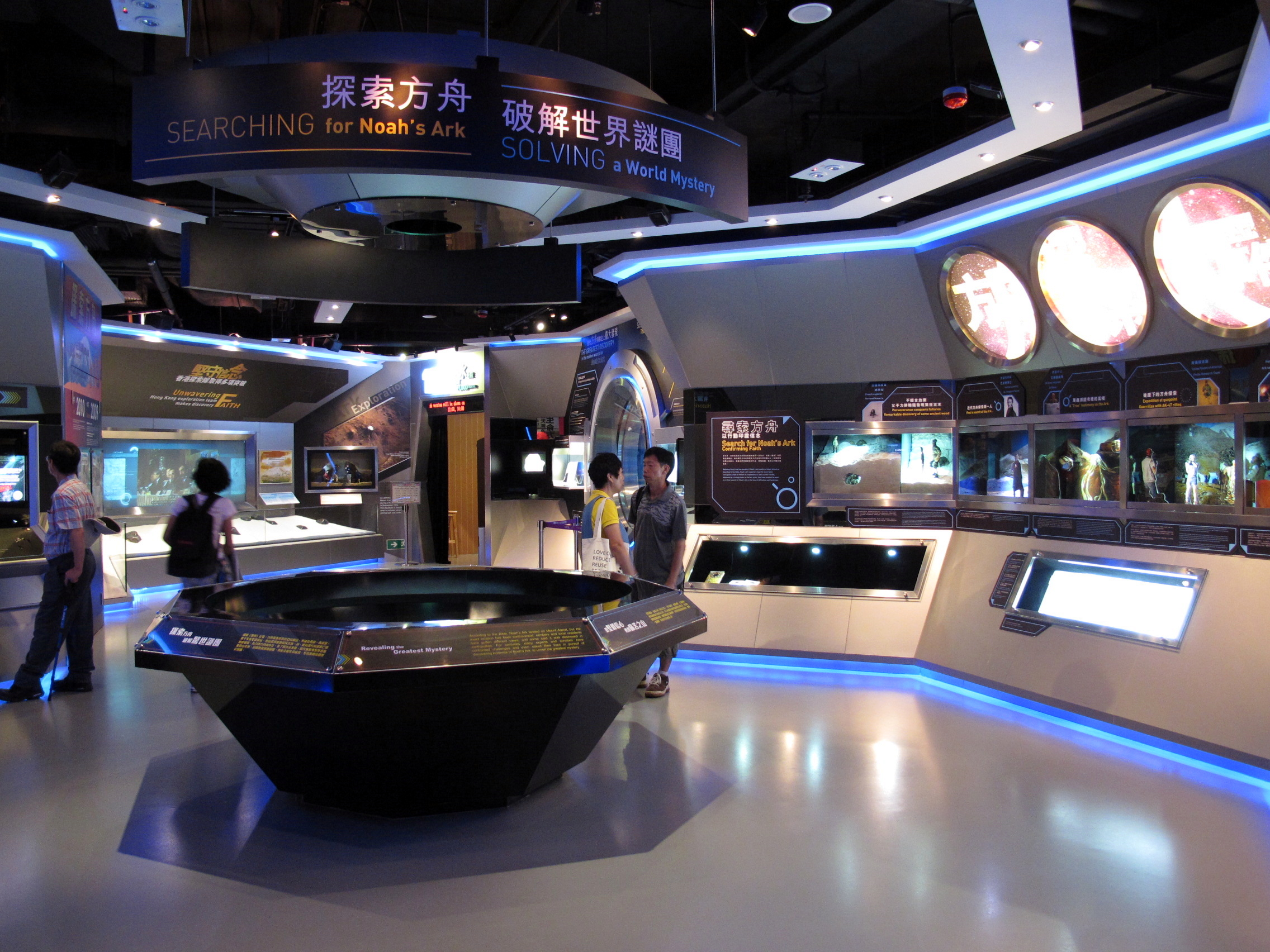
معرض عن رحلة البحث عن سفينة نوح في منتزه سفينة نوح الترفيهي في هونغ كونغ

في عام 2004، أعلن مؤسس منظمة ميديا إيفانجليستم، أندرو يوين مان فاي، والقس بواز لي تشي كوونغ، عن اكتشاف أجزاء من سفينة نوح على جبل أرارات. وأفادا أن فريقهما عثر على هيكل خشبي كبير على ارتفاع 4,200 متر (13,800 قدم) خلال رحلتهم الرابعة إلى الجبل. وفقًا لمعرض في منتزه نوح آرك الترفيهي ‏ في هونغ كونغ، كان فريق البحث يستكشف جبل أرارات باسم Noah's Ark Ministries International (NAMI) منذ عام 2003. لم يكن لدى يوين ولي أي دليل على ادعائهما بخلاف الصور الضبابية، حيث قالا إن "قوة غامضة" عطلت لقطات الفيديو الخاصة بهما. في عام 2005، أصدرت Media Evangelism فيلمًا وثائقيًا بعنوان The Days of Noah، استنادًا إلى رحلة NAMI.
وفقًا لموقع NAMI الإلكتروني، قدم متسلق الجبال التركي أحمد أرطغرل (الملقب بـ"باراشوت") عينة من الخشب المتحجر إلى NAMI، والتي ادعى أنه حصل عليها في أغسطس 2006 من هيكل خشبي ثانٍ يقع على 4,000 متر (13,000 قدم) أعلى جبل أرارات. زعمت منظمة نامي أنه تم إرسال بعثة استكشافية في فبراير 2007، والتي وجدت أن موقع 2004 قد انهار بسبب زلزال، ومنعت من فحص موقع 2006 بسبب الظروف الجوية. أعلن مؤتمر صحفي في أكتوبر 2007 أن مهمة متابعة في أغسطس نجحت في استعادة المزيد من الخشب المتحجر من الموقع الذي أبلغ عنه إرطغرل.
في مؤتمر صحفي عقد في 25 أبريل 2010، أعلنت منظمة NAMI أن بعثة أكتوبر 2009 قامت بالتنقيب وتصوير الهيكل الخشبي الذي اكتشفه أرطغرل. وعلى الرغم من أن موقع NAMI الإلكتروني زعم أن أرطغرل اكتشف الموقع في أغسطس 2006، إلا أنه ذكر في المؤتمر الصحفي أنه علم به في يونيو 2008. لم يتطرقوا إلى الهيكل الخشبي الذي أبلغ عنه يوين ولي في عام 2004. ووفقًا لمنظمة NAMI، تأرخت العينات من الموقع بالكربون إلى 4800 قبل الميلاد. إصدرت لقطات للجزء الداخلي من الهيكل على حساب NAMI على YouTube. وقالت NAMI أن تركيا ستقدم الموقع للتعيين كموقع للتراث العالمي؛ ومع ذلك، عندما تواصلوا مع متحدث باسم اليونسكو للتعليق، قال إن المنظمة لم تتلق مثل هذا الطلب.
كانت الاستجابة الفورية للإعلان متشككة إلى حد كبير. اعترض العلماء السائدون على نقص علماء الآثار المحترفين المشاركين في البحث، وعلى قرار الكشف عن النتائج من خلال حدث إعلامي بدلاً من نشر دراسة راجعت من قبل الأقران. كما أعرب الخلقيون عن قلقهم بشأن نقص البيانات المتاحة للتحقق المستقل. قال أندرو أ. سنيلينج لاحقًا إن NAMI زودته بتقرير تأريخ الكربون المشع الخاص بهم، والذي أظهر أن اختبارًا واحدًا فقط لعينة واحدة قد أنتج النتيجة المعلنة 4800 قبل الميلاد. علاوة على ذلك، رفض سنيلينغ نتيجة 4800 قبل الميلاد كدليل على سفينة نوح، استنادًا إلى معتقدات الخلقية حول مستويات الكربون 14 في خشب ما قبل الطوفان. أعربت وزارة الثقافة والسياحة التركية عن شكها في أن NAMI حصلت على إذن لإجراء بعثاتها، وبدأت تحقيقًا في كيفية نقل NAMI لعينات الخشب الخاصة بها من تركيا إلى الصين.
في غضون أيام من الإعلان، تقدم راندال برايس، الذي استشار NAMI في عام 2008، بمزاعم مفادها أن أرطغرل استأجر عمالًا أكرادًا لبناء الموقع باستخدام الخشب من مبنى قديم بالقرب من البحر الأسود. أصدرت NAMI بيانًا يفيد بأن علاقتها مع برايس انتهت في أكتوبر 2008، وبالتالي لم يكن على دراية بالنتائج التي توصلوا إليها بعد ذلك الوقت. دفاعًا عن ادعاءات NAMI، جادل أعضاء الفريق بأنه لن يكون من الممكن نقل مواد كافية إلى جبل أرارات لبناء المبنى الذي وصفوه. في الرد، استشهد برايس وزميله دون باتون باستخدام المعدات الثقيلة في بعثات أرارات الأخرى، بالإضافة إلى حيلة دعائية عام 2007 قامت فيها منظمة السلام الأخضر ببناء 10-متر (33 قدم) نسخة طبق الأصل من سفينة نوح على الجبل.:27–28
بعد الترويج لإصدار فيلم 2011 أيام نوح 2: نهاية العالم، لم يعد موقع NAMI الإلكتروني NoahsArkSearch.net يُحدَّث. تبنى نورمان جيسلر ‏ لاحقًا دعم ادعاءات NAMI، حيث دعا أرطغرل للتحدث في مؤتمر اعتذاري نظمته Southern Evangelical Seminary في أكتوبر 2015. واصل جويل كلينك، المرتبط سابقًا بـ NAMI، الترويج لادعاءات NAMI حتى ديسمبر 2020.
لم يكشف نامي وأرطغرل مطلقًا عن موقع الموقع الذي أبلغوا عنه، على الرغم من أن برايس وباتون زعموا في عام 2010 أنهم حددوا موقعه بشكل مستقل.:18–19دونالد ماكنزي، الذي نصب نفسه مبشرًا، والذي بحث عن سفينة نوح لما يقرب من عقد من الزمان، سافر إلى أرارات عام 2010 على أمل العثور على موقع أرطغرل بنفسه. اتصل ماكنزي بعائلته من الجبل في سبتمبر، لكن انقطعت أخباره. عُثر لاحقًا على مخيمه المهجور، لكن ظروف اختفائه لا تزال مجهولة.

## آراء متضاربة
عادةً ما تنشأ عمليات البحث المنظمة الحديثة عن السفينة في الأوساط الإنجيلية الأمريكية. ووفقًا للاري إسكريدج،
ظاهرة مثيرة للاهتمام ظهرت في التبشير الأمريكي المحافظ في القرن العشرين، ألا وهي الاعتقاد السائد بأن سفينة نوح القديمة مدفونة في الجليد على قمة جبل أرارات، تنتظر من يكتشفها. إنها قصة جمعت بين الإيمان الصادق وإغراء المغامرة، بين أدلة مشكوك فيها وادعاءات مذهلة. إن البحث عن السفينة، كما التبشير نفسه، مزيج معقد من العقلاني والخارق للطبيعة، بين الحداثة وما قبل الحداثة. وبينما يُقرّ هذا الاعتقاد بدينه للإيمان الخالص في قراءة حرفية للكتاب المقدس وقرون من الأساطير، فإن الاعتقاد بأن السفينة واقعة حرفيًا على جبل أرارات هو اعتقاد حديث، تدعمه مجموعة أدلة تعود إلى القرن العشرين، تتضمن قصصًا عن شهود عيان غامضين، وحكايات عن صور فوتوغرافية مفقودة غامضة، وشائعات عن مؤامرة إلحادية، وقطعًا من "خشب السفينة" المشكوك في أمره من الجبل. علاوة على ذلك، يتجاوز هذا الكتاب نطاق العلوم الزائفة الشائعة والظواهر الخارقة للطبيعة، جاعلاً محاولة العثور على سفينة نوح تُعادل في نظر الإنجيليين البحث عن بيغ فوت أو وحش بحيرة لوخ نيس. بهذه الطرق، يكشف الكتاب الكثير عن عدم ثقة الإنجيليين بالعلم السائد ودوافع النخبة العلمية وأساليب عملها.
يعتبر الباحث عن الفلك، ريتشارد كارل برايت، البحث عنه مسعىً دينيًا، يعتمد على بركة الله لنجاحه. ويثق برايت أيضًا بوجود مؤامرة حكومية دولية لإخفاء "حقيقة" الفلك:
أعتقد اعتقادًا راسخًا أن حكومات تركيا وروسيا والولايات المتحدة تعرف تمامًا مكان السفينة. إنهم يكتمون المعلومات، لكن (...) الله هو المتحكم. سيُكشف الهيكل في حينه. نتسلق الجبل ونبحث، آملين أن يكون هذا، في الواقع، وقت الله ونحن نصعد. صلاتنا هي أن نستخدمنا يا رب.:78

## روابط خارجية
- ألبوم صور جبل أرارات مع صور ورسوم توضيحية من إلفريد لي
- صور من موقع جبل سليمان - من رحلات بوب كورنوك الاستكشافية 2005-2006
- صور لموقع دوروبينار: من الجو ومن الأرض
- مشاهدات سفينة نوح في فهرس ادعاءات الخلق
- سفينة نوح Search.com
- البحث عن سفينة نوح في أرشيف الإنترنت
- الاكتشاف المذهل لسفينة نوح على أرشيف الإنترنت